# Fujimaki Shogo
Fujimaki Shogo (藤牧 祥吾 Fujimaki Shogo, sinh ngày 13 tháng 6 năm 1989) là một cầu thủ bóng đá người Nhật Bản.

## Thống kê câu lạc bộ
Cập nhật đến ngày 20 tháng 2 năm 2017.
| Thành tích câu lạc bộ | Thành tích câu lạc bộ | Thành tích câu lạc bộ | Giải vô địch | Giải vô địch | Cúp                   | Cúp                   | Tổng cộng | Tổng cộng |
| Mùa giải              | Câu lạc bộ            | Giải vô địch          | Số trận      | Bàn thắng    | Số trận               | Bàn thắng             | Số trận   | Bàn thắng |
| Nhật Bản              | Nhật Bản              | Nhật Bản              | Giải vô địch | Giải vô địch | Cúp Hoàng đế Nhật Bản | Cúp Hoàng đế Nhật Bản | Tổng cộng | Tổng cộng |
| --------------------- | --------------------- | --------------------- | ------------ | ------------ | --------------------- | --------------------- | --------- | --------- |
| 2012                  | Ventforet Kofu        | J2 League             | 0            | 0            | 1                     | 0                     | 1         | 0         |
| 2013                  | Fujieda MYFC          | JFL                   | 22           | 1            | 2                     | 2                     | 24        | 3         |
| 2014                  | Gainare Tottori       | J3 League             | 3            | 0            | 0                     | 0                     | 3         | 0         |
| 2014                  | Vonds Ichihara        | JRL, Kantō (Div. 1)   | 9            | 7            | –                     | –                     | 9         | 7         |
| 2015                  | Veertien Mie          | JRL (Tōkai)           | 14           | 17           | –                     | –                     | 14        | 17        |
| 2016                  | Veertien Mie          | JRL (Tōkai)           | 14           | 9            | –                     | –                     | 14        | 9         |
| Tổng                  | Tổng                  | Tổng                  | 62           | 34           | 3                     | 2                     | 65        | 36        |